# Foreign Policy Ranking
Das Foreign Policy (FP) Ranking ist ein Ranking der weltweit besten Masterprogramme im Bereich Internationale Beziehungen. Es wird von der Zeitschrift Foreign Policy (FP) alle zwei Jahre veröffentlicht und beruht auf Forschungsergebnissen des Institute of Theory and Practice of International Relations am College of William & Mary, das weltweit Akademiker und Praktiker nach den fünf besten Masterprogrammen in International Relations befragt. Es ist das einzige Ranking für IB-Masterstudiengänge und hat daher eine vergleichsweise hohe Bedeutung, vor allem im anglo-amerikanischen Raum.
Zu Beginn des Rankings wurden die ersten fünf Plätze immer von den sogenannten „großen Fünf“ (Georgetown School of Foreign Service, Johns Hopkins SAIS, Harvard Kennedy School, Fletcher School und Columbia SIPA) belegt, wobei sich die Georgetown University und die Johns Hopkins SAIS regelmäßig an der Spitze abwechseln. Später konnte auch Stanford University in diese Riege eindringen. Bei den hoch platzierten amerikanischen Schulen handelt es sich durchgehend um sogenannte Professional Schools, die eine gewisse Eigenständigkeit genießen und ihre Studenten gezielt praxisnah in den Feldern der International Relations (Politikwissenschaft, Recht, Wirtschaftswissenschaft) ausbilden.

## Ranking 2015

### Masterprogramme
| Rang 2015 | Rang 2009 | Rang 2006 | Universität                                      | Fakultät                                                  | Prozent (2015) |
| --------- | --------- | --------- | ------------------------------------------------ | --------------------------------------------------------- | -------------- |
| 1         | 1         | 2         | Georgetown University                            | School of Foreign Service                                 | 58,61          |
| 2         | 2         | 1         | Johns Hopkins University                         | School of Advanced International Studies                  | 47,76          |
| 3         | 3         | 3         | Harvard University                               | John F. Kennedy School of Government                      | 46,31          |
| 4         | 6         | 6         | Princeton University                             | Woodrow Wilson School of Public and International Affairs | 33,33          |
| 5         | 4         | 5         | Columbia University                              | School of International and Public Affairs                | 31,21          |
| 6         | 4         | 4         | Tufts University                                 | Fletcher School of Law and Diplomacy                      | 29,08          |
| 7         | 8         | 8         | George Washington University                     | Elliott School of International Affairs                   | 26,06          |
| 8         | 9         | 8         | American University                              | School of International Service                           | 17,11          |
| 9         | 7         | 7         | London School of Economics and Political Science | Institute of Global Affairs                               | 13,42          |
| 10        | 15        | 14        | Stanford University                              | Stanford School of Humanities & Science                   | 5,37           |